# Fritz Hellwag
Fritz Hellwag (* 7. November 1871 in Wien; † 6. November 1950 in München) war ein deutscher Kunsthistoriker, -schriftsteller und Redakteur.

## Leben
Fritz Hellwag war ein Sohn des aus Eutin stammenden Eisenbahningenieurs Wilhelm Hellwag und dessen Frau Margarete, geb. Kindt (1834–1890). Die Landschaftsmaler Rudolf Hellwag und Hans Hellwag waren seine Brüder, letzterer sein Zwillingsbruder.
Der promovierte Kunsthistoriker war in den 1920er Jahren unter Theodor Heuss Mitarbeiter in der Geschäftsstelle des Deutschen Werkbundes. Um 1930 war er Schriftleiter der Zeitschrift Kunst und Wirtschaft, dem Organ des Reichswirtschaftsverbandes bildender Künstler Deutschlands und wohnte in Berlin-Zehlendorf. Er war Chefredakteur der Zeitschrift Die Werkstatt der Kunst, schrieb Artikel für Kunst und Künstler, Innendekoration, Der Kunstwanderer und Deutsche Kunst und Dekoration. In den Kunstzeitschriften Die Kunst für alle und Kunstgewerbeblatt war er jeweils mit mehr als 50 Artikeln vertreten.
Nach 1945 führte er mit einer Lizenz der britischen Militärbehörden den Berliner Minerva-Verlag, in dem etwa die Zeitschriften Athena, eine illustrierte Monatsschrift für Kunst und Literatur und Ins neue Leben, eine Zeitschrift für 10- bis 14-jährige Jungen und Mädchen erschienen. Mitarbeiter der von Hellwag gemeinsam mit Anne Hentzen, der Frau des Kunsthistorikers Alfred Hentzen herausgegebenen Zeitschrift Athena war u. a. Lothar Klünner, Beiträge kamen etwa von dem Maler Werner Heldt, dieser hatte 1948 kurzzeitig bei Hellwag als Untermieter gewohnt.

## Schriften (Auswahl)
- Die Jahreszeiten – 25 Meisterwerke alter Buchmalerei. mit Beiträgen von Imma von Bodmershof und Fritz Hellwag. Krüger, Berlin 1942.
- Der Alte Fritz und sein Porzellan. In: Velhagen & Klasings Monatshefte. Band 56, Heft 1, 1941/42.
- Wilhelm Wagenfeld. Formgebung der Industrieware Metall, Glas, Porzellan. Riemerschmidt, Berlin 1940.
- Johannes Boehland – eine Monographie. Heintze & Blanckertz, Berlin 1938 (SLUB Dresden).
- Moritz von Schwind und Ludwig Richter. Propyläen-Verlag, Berlin 1937.
- Lucian Zabel. Sonderdruck aus: Archiv für Buchgewerbe und Gebrauchsgraphik. Heft 3, Leipzig 1927.
- Die Polizei in der Karikatur. Gersbach & Sohn, Berlin 1926.
- Die Geschichte des Deutschen Tischlerhandwerks. Vom 12. bis zum Beginn des 20. Jahrhunderts. Verlagsanstalt d. Deutschen Holzarbeiter-Verbandes, Berlin 1924.
 [Reprint nach der Originalausgabe, Edition Libri Rari Schäfer, Hannover 1995, ISBN 3-88746-333-1.]
- (Hrsg.) Das neue Kunstschutzgesetz. Mit Erläuterungen zum Gebrauche für Künstler – Architekten, Maler, Bildhauer, Photographen und Kunstgewerbler. Hoffmann, Stuttgart 1908.